# Lomé
Lomé là thành phố lớn nhất và là thủ đô của Togo. Thành phố này nằm bên bờ Đại Tây Dương. Đây là thành phố cảng chính của Togo, là trung tâm hành chính, giao thông và kinh tế của quốc gia này. Phần lớn giao dịch thương mại quốc tế của Togo đều được thực hiện tại thành phố này. Các sản phẩm xuất khẩu chính gồm: bông vải, cà phê, cacao. Phần lớn xuất khẩu phosphat của Togo được thực hiện ở cảng Kpémé gần bên. Có những tuyến đường ray kết nối thành phố này với Kpalimé, Atakpamé, Sokodé và dọc theo bờ biển Aného. Lomé có Đại học Lomé (thành lập năm 1965), Trường hành chính quốc gia (thành lập năm 1958). Lomé đã phát triển từ sau năm 1897 khi nó trở thành thủ đô của Togoland thuộc Đức, sau đó chuyển sang thuộc kiểm soát Anh-Pháp (1914-1922) và thuộc Pháp (1922-1960), và trở thành thủ đô của Togo độc lập năm 1960.

## Khí hậu
| Dữ liệu khí hậu của Lomé          | Dữ liệu khí hậu của Lomé | Dữ liệu khí hậu của Lomé | Dữ liệu khí hậu của Lomé | Dữ liệu khí hậu của Lomé | Dữ liệu khí hậu của Lomé | Dữ liệu khí hậu của Lomé | Dữ liệu khí hậu của Lomé | Dữ liệu khí hậu của Lomé | Dữ liệu khí hậu của Lomé | Dữ liệu khí hậu của Lomé | Dữ liệu khí hậu của Lomé | Dữ liệu khí hậu của Lomé | Dữ liệu khí hậu của Lomé |
| Tháng                             | 1                        | 2                        | 3                        | 4                        | 5                        | 6                        | 7                        | 8                        | 9                        | 10                       | 11                       | 12                       | Năm                      |
| --------------------------------- | ------------------------ | ------------------------ | ------------------------ | ------------------------ | ------------------------ | ------------------------ | ------------------------ | ------------------------ | ------------------------ | ------------------------ | ------------------------ | ------------------------ | ------------------------ |
| Cao kỉ lục °C (°F)                | 35.7 (96.3)              | 36.4 (97.5)              | 36.3 (97.3)              | 35.0 (95.0)              | 34.8 (94.6)              | 36.4 (97.5)              | 32.8 (91.0)              | 36.5 (97.7)              | 35.5 (95.9)              | 33.8 (92.8)              | 38.1 (100.6)             | 34.5 (94.1)              | 38.1 (100.6)             |
| Trung bình ngày tối đa °C (°F)    | 31.7 (89.1)              | 32.3 (90.1)              | 32.5 (90.5)              | 32.1 (89.8)              | 31.3 (88.3)              | 29.6 (85.3)              | 28.2 (82.8)              | 28.0 (82.4)              | 29.1 (84.4)              | 30.4 (86.7)              | 31.6 (88.9)              | 31.6 (88.9)              | 30.7 (87.3)              |
| Trung bình ngày °C (°F)           | 27.1 (80.8)              | 28.2 (82.8)              | 28.5 (83.3)              | 28.2 (82.8)              | 27.4 (81.3)              | 26.2 (79.2)              | 25.3 (77.5)              | 25.2 (77.4)              | 25.8 (78.4)              | 26.6 (79.9)              | 27.3 (81.1)              | 27.1 (80.8)              | 26.9 (80.4)              |
| Tối thiểu trung bình ngày °C (°F) | 22.5 (72.5)              | 24.0 (75.2)              | 24.5 (76.1)              | 24.4 (75.9)              | 23.5 (74.3)              | 22.8 (73.0)              | 22.5 (72.5)              | 22.3 (72.1)              | 22.5 (72.5)              | 22.8 (73.0)              | 22.9 (73.2)              | 22.5 (72.5)              | 23.1 (73.6)              |
| Thấp kỉ lục °C (°F)               | 15.2 (59.4)              | 16.7 (62.1)              | 19.9 (67.8)              | 20.0 (68.0)              | 19.2 (66.6)              | 18.0 (64.4)              | 16.7 (62.1)              | 17.1 (62.8)              | 18.0 (64.4)              | 16.4 (61.5)              | 18.6 (65.5)              | 15.6 (60.1)              | 15.2 (59.4)              |
| Lượng mưa trung bình mm (inches)  | 8.9 (0.35)               | 23.1 (0.91)              | 53.4 (2.10)              | 96.1 (3.78)              | 152.7 (6.01)             | 251.8 (9.91)             | 91.0 (3.58)              | 32.7 (1.29)              | 64.7 (2.55)              | 74.6 (2.94)              | 20.4 (0.80)              | 7.8 (0.31)               | 877.2 (34.53)            |
| Số ngày mưa trung bình (≥ 1.0 mm) | 0                        | 2                        | 3                        | 5                        | 9                        | 11                       | 6                        | 4                        | 6                        | 6                        | 2                        | 1                        | 55                       |
| Độ ẩm tương đối trung bình (%)    | 79                       | 81                       | 82                       | 82                       | 84                       | 86                       | 87                       | 86                       | 86                       | 85                       | 84                       | 82                       | 84                       |
| Số giờ nắng trung bình tháng      | 222.4                    | 214.8                    | 228.0                    | 218.0                    | 217.8                    | 141.3                    | 135.4                    | 147.5                    | 168.4                    | 218.0                    | 240.6                    | 227.2                    | 2.379,4                  |
| Nguồn 1: Deutscher Wetterdienst   |                          |                          |                          |                          |                          |                          |                          |                          |                          |                          |                          |                          |                          |
| Nguồn 2: NOAA Meteo Climat        |                          |                          |                          |                          |                          |                          |                          |                          |                          |                          |                          |                          |                          |

## Thành phố kết nghĩa
Lomé kết nghĩa với:
- Duisburg, Đức (2010)[4]
- Thâm Quyến, Trung Quốc (1997)[5]
- Đài Bắc, Đài Loan (1966)[6]